# اکمیه پرنمبوسنتریس
اکمیه پرنمبوسنتریس (نام علمی: Aechmea pernambucentris) نام یک گونه از سرده اکمیه است.